# Iglesia de San Patricio (Loxley)
La Iglesia de San Patricio es una histórica iglesia católica ubicada en el lado este de la autopista 90 en Loxley, Alabama, Estados Unidos. Fue agregado al Registro Nacional de Lugares Históricos en 1988. La iglesia fue adquirida por el Ayuntamiento de Loxley y convertida en la Biblioteca pública de Loxley.

## Descripción
La iglesia fue construida en 1924 y es mayormente de una sola planta con un techo a dos aguas. La torre de dos pisos tiene un techo a cuatro aguas. La puerta de entrada doble de madera de la torre está coronada por un ala de aire de vidrio y un dosel de hierro. El segundo piso tiene una abertura rectangular con una contraventana. Las esquinas están hechas de hormigón biselado. Cada lado de la iglesia tiene tres muros de contención, cada uno delimitando un tramo. El ábside tiene una ventana estrecha y curva y está cubierto con un techo a dos aguas más pequeño que el techo principal.